# Arthur Kaufmann (Maler)
Arthur Kaufmann (* 7. Juli 1888 in Mülheim an der Ruhr; † 25. September 1971 in Nova Friburgo, Brasilien) war ein deutscher Maler des Expressionismus.

## Leben
Nach dem Schulbesuch in Mülheim an der Ruhr ging Arthur Kaufmann von 1904 bis 1906 an die Düsseldorfer Kunstakademie und studierte Malerei bei Peter Janssen. In den Folgejahren hielt er sich zu weiteren Studienzwecken im Ausland, unter anderem in Frankreich, England und Italien auf. Ab 1913 besuchte er als Schüler von Le Fauconnier in Paris die Académie Julian.
Nach dem Ersten Weltkrieg kehrte Kaufmann 1919 nach Düsseldorf zurück. Gemeinsam mit Herbert Eulenberg und Adolf Uzarski gründete er die Künstlervereinigung Das Junge Rheinland. Mit der Ersten Internationalen Kunstausstellung machten sie 1922 auf sich aufmerksam und sorgten für Aufsehen. Den Mittelpunkt der Künstlergruppe Junges Rheinland bildete die Altstadt-Galerie „Junge Kunst – Frau Ey“. Auch in der Rheingruppe, die sich 1923 vom Jungen Rheinland abspaltete, war Kaufmann in führender Funktion tätig, ebenso 1928 beim Zustandekommen der Rheinischen Sezession. 1925 malte Kaufmann seine Zeitgenossen gruppiert um die Kunsthändlerin Johanna Ey: Die Dargestellten v. l. n. r., vorn: Gert Heinrich Wollheim, Johanna Ey, Karl Schwesig, Adalbert Trillhaase; hinten: der Dichter Herbert Eulenberg, Theo Champion, Jankel Adler, die Schauspielerin Hilde Schewior, an der Staffelei Ernst te Peerdt, daneben Kaufmann selber, Walter Ophey, Otto Dix, seine Frau Elisabeth (1887–1968) und der Pädagoge Hans Heinrich Nicolini (1883–1961).
1929 gründete Kaufmann die Städtische Schule für Dekorative Kunst in Düsseldorf und übernahm die Leitung dieser Einrichtung.
Nach der Machtergreifung durch die Nationalsozialisten wurde Kaufmann als Jude entlassen. Daraufhin ging er 1933 zunächst ins Exil nach Den Haag und wanderte 1936 von dort in die Vereinigten Staaten aus. Da für Kaufmann nach der Emigration anfänglich keine Erwerbsmöglichkeiten durch den Verkauf von Bildern bestand, konnte seine Frau Elisabeth, gelernte Psychologin, ihn und die zwei Kinder durch ihre Berufstätigkeit materiell versorgen. Seinen Lebensunterhalt verdiente er sich als Porträtmaler. In New York begann er 1938 die Arbeit an dem Triptychon Die geistige Emigration (1964 vollendet), das ihn berühmt machen sollte. Unter den 38 Porträtierten waren bekannte Exilanten wie etwa Ernst Bloch, Albert Einstein, Fritz Lang, Max Reinhardt, Thomas Mann, dessen Kinder Klaus und Erika Mann, Martin Buber, Friedrich Wilhelm Foerster, Max Wertheimer, George Grosz und Jankel Adler.
1937 wurden in der Nazi-Aktion „Entartete Kunst“ Kaufmanns Aquarelle „Frau Lenneberg“ und „Weiblicher Akt vor dem Spiegel“ aus der Galerie der Neuzeit in den Kunstsammlungen der Stadt Düsseldorf  beschlagnahmt. Das erste wurde laut NS-Inventar vernichtet, das zweite 1940 für einen Schleuderpreis an den Güstrower Kunsthändler Bernhard A. Böhmer verkauft.
1943 wurde Kaufmann in den USA eingebürgert. Nach dem Zweiten Weltkrieg – erstmals 1953 – kehrte Kaufmann regelmäßig nach Deutschland zurück, um Ausstellungen seiner Werke zu begleiten (überwiegend an seinen alten Wirkungsstätten Düsseldorf und Mülheim an der Ruhr).  Von 1946 bis 1949 lebte Kaufmann mit seiner Familie in Brasilien und arbeitete als freischaffender Künstler in Rio de Janeiro. 1946 kehrte er aus den USA nach Brasilien zurück und lebte bis zu seinem Tod in Nova Friburgo, wo auch seine Tochter Miriam residierte. Dort verstarb er unmittelbar nach einem Deutschland-Besuch im Jahr 1971.

## Ausstellung 2013
2013 hat das Kunstmuseum Mülheim an der Ruhr seinem berühmten Sohn die große Ausstellung „Arthur Kaufmann: Exil – ein zweites Leben?“ gewidmet. Die Ausstellung konnte mit Werken aus dem eigenen Sammlungsbestand eingerichtet werden, nachdem eine große Schenkung nach dem Tod von Arthur Kaufmann 1971 an das Museum erfolgte. Von seinen Kindern wurde der Nachlass zur Betreuung übergeben, ein Drittel der Werke wurde dem Museum geschenkt. Die Ausstellung wurde aus dem Bestand von zweihundert Bildern und vierhundert Werken auf Papier eingerichtet. 
Mit dieser Ausstellung setzte das Museum das Ausstellungsprojekt „Jagd auf die Moderne“ von 2012 unmittelbar fort.
Das Hauptwerk Arthur Kaufmanns „Die geistige Emigration“ (1938–1964) befindet sich in der Sammlung des Kunstmuseums Mülheim an der Ruhr.

## Werke (Auswahl)
- Selbstbildnis mit Aktmodell (Öl auf Leinwand, 41 × 30,7 cm, 1940; Museum Kunst der Verlorenen Generation, Salzburg).[9]
- Porträt der Tochter Miriam Etz (Öl auf Leinwand auf Platte, 61 × 50 cm; Museum Kunst der Verlorenen Generation, Salzburg).[9]
- Junge Frau mit weißem Pelzkragen (Öl auf Leinwand, 59,5 × 49,5 cm; Museum Kunst der Verlorenen Generation, Salzburg).[9]
- An der Küste (Öl auf Leinwand, 41 × 50 cm; Museum Kunst der Verlorenen Generation, Salzburg).[9]

## Ausstellungen
- 1937–1952: verschiedene Ausstellungen in New York.
- 1946: Kollektivausstellungen in Rio de Janeiro und Sao Paulo.
- 1953: Kollektivausstellung in der Kunsthalle Düsseldorf: Bildnisse, Stillleben und Landschaften.
- 1954: Ausstellung im Städtischen Museum in Mülheim an der Ruhr (ab 2008 Kunstmuseum Mülheim an der Ruhr).
- 1958: Kollektivausstellung anlässlich seines 70. Geburtstages im Jewish Museum, New York.
- 2008: Kunstmuseum Mülheim an der Ruhr: Die geistige Emigration, Arthur Kaufmann, Otto Pankok und ihre Künstlernetzwerke (Katalog).

## Weitere Quellen
- Stadtarchiv Mülheim an der Ruhr, Bestand 1550 (Mülheimer Persönlichkeiten)
- Stadtarchiv Mülheim an der Ruhr, Bestand 1440 (Pressesammlung)
- Stadtarchiv Mülheim an der Ruhr, Bestand 1510 (Fotosammlung)